# Sukhoi Su-30MKI
Sukhoi Su-30 MKI (MKI nghĩa là Modernizirovannyi Kommercheskiy Indiski trong tiếng Nga) (Cyrillic: Модернизированный Коммерческий Индийский), "Modernized Commercial for India - Hiện đại hóa thương mại cho Ấn Độ"), tên ký hiệu của NATO Flanker-H. Đây là một biến thế của Sukhoi Su-30, được Tập đoàn Sukhoi của Nga và HAL của Ấn Độ hợp tác cùng phát triển cho Không quân Ấn Độ. Su-30MKI là một máy bay tiêm kích tấn công, chiếm ưu thế trên không, đa năng, hoạt động tầm xa và tiêm kích hạng nặng.
Việc phát triển của biến thể này bắt đầu sau khi Ấn Độ ký một thỏa thuận với Nga vào năm 2000 nhằm sản xuất 140 chiếc Su-30. Chiếc Su-30MKI đầu tiên do Nga chế tạo được biên chế vào đơn vị của Không quân Ấn Độ vào năm 2002, trong khi chiếc Su-30MKI đầu tiên do Ấn Độ lắp ráp chế tạo đi vào hoạt động trong IAF vào năm 2004. Năm 2007, IAF đặt mua thêm 40 Su-30MKI chiếc bổ sung.
Có khả năng mang vũ khí hạt nhân và các loại vũ khí do Ấn Độ tự chế tạo, máy bay tiêm kích này còn kết hợp với các hệ thống khác nhau của Ấn Độ. Su-30MKI còn sử dụng các hệ thống phụ của Pháp và Israel. Biến thể MKI là một mẫu máy bay tiêm kích tiên tiến hơn biến thể MK và K, MKI là máy bay chiến đấu thế hệ 4.5. Do các tính năng và các thành phần tương tự, Su-30MKI thường được coi là một biến thể của Sukhoi Su-35 được đặt làm theo yêu cầu của Ấn Độ.

## Tổng quan về Su-30MKI

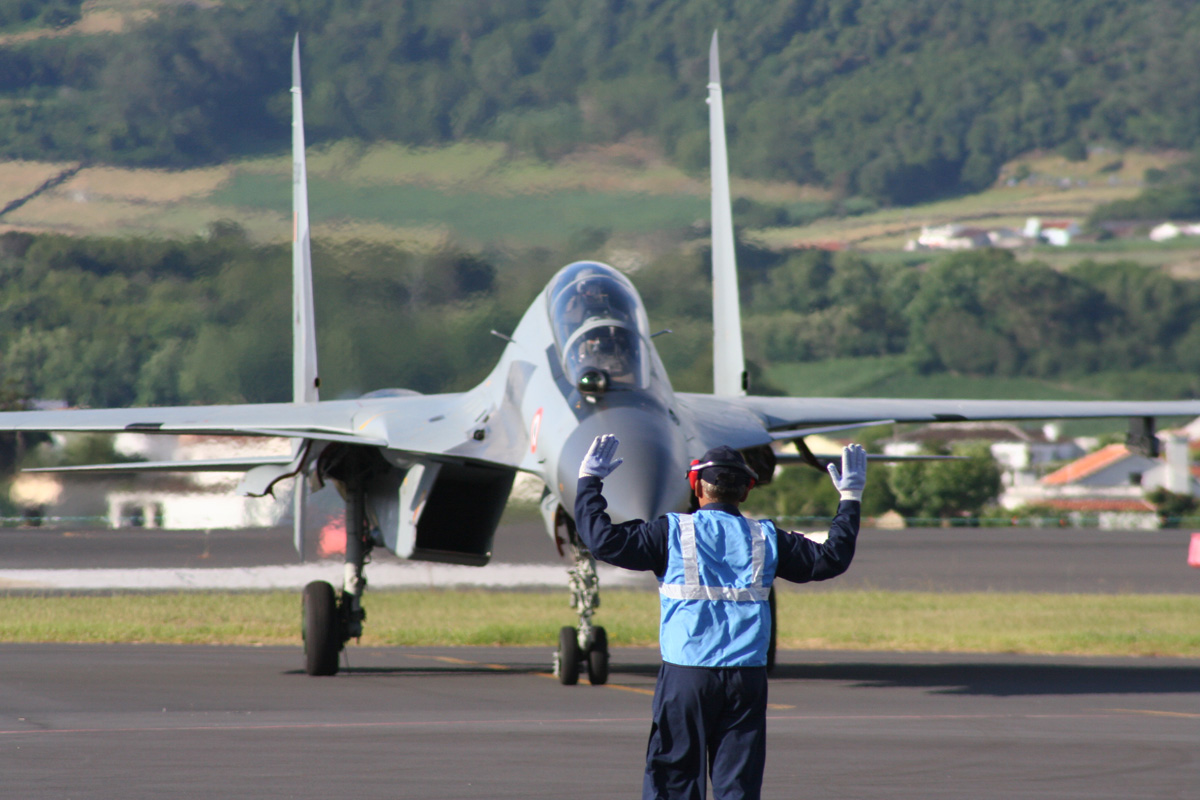
Su-30MKI của Không quân Ấn Độ trong triển lãm hàng không Aeroindia 2005

Phiên bản Su-30MKI là một phát triển từ seri Su-27. Dù là một biến thể của Su-30, nhưng Su-30MKI là hiện đại hơn Su-30 nguyên bản hay Su-30MKK của Trung Quốc. Hệ thống điện tử hàng không, đặc tính khí động học và các thành phần cấu tạo đều tương tự như Su-35. Biến thể này được nâng cấp đáng kể từ phiên bản căn bản Su-30MK. Máy bay được hợp tác thiết kế bởi Sukhoi của Nga và HAL của Ấn Độ.
Ấn Độ đã sử dụng Su-30MKI trong cuộc tập trận trên không với những chiếc Tornado ADV của Không quân Hoàng gia Anh vào tháng 10-2006. Đây là cuộc tập trận trên quy mô lớn đầu tiên với sự tham gia của lực lượng không quân nước ngoài, trong cuộc tập trận này Ấn Độ đã sử dụng rộng rãi Su-30MKI. Cuộc tập trận này cũng là cuộc tập trận đầu tiên trong 43 năm với không quân hoàng gia Anh (RAF). Tháng 7-2007, Su-30MKI của Không quân Ấn Độ lại tập trận với Eurofighter Typhoon của RAF.

## Những cải tiến

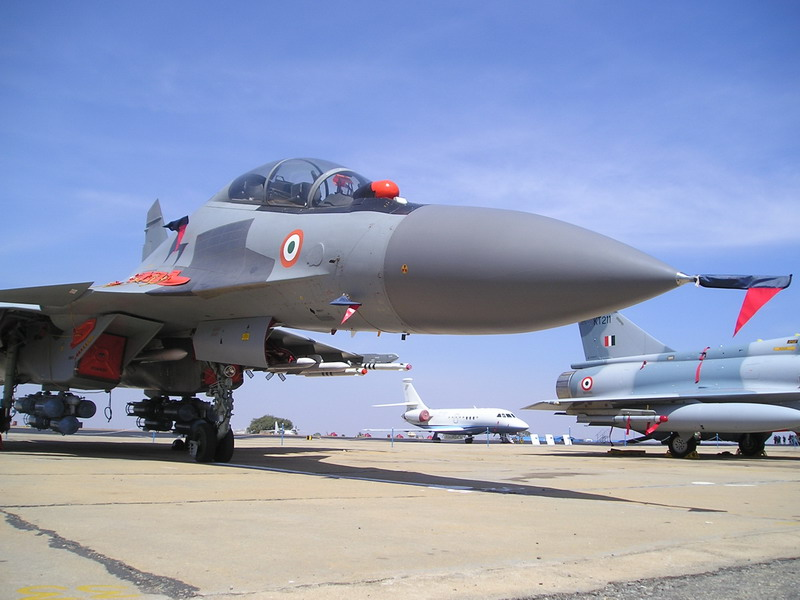
Cánh mũi là một cải tiến đáng chú ý của Su-30MKI so biến thể K và MK cơ bản.

- Cánh mũi: Cánh mũi được lắp đặt để tăng hiệu quả lực nâng và nâng cao độ cơ động của máy bay. Chúng tự động điều chỉnh độ lệch để đảm bảo khả năng điều khiển bay ở góc tấn cao.
- Điều khiển Đẩy Định hướng (TVC): 2D TVC giúp máy bay có khả năng cơ động cao. Máy bay có thể ở vận tốc gần không tại góc tấn lớn và khả năng nhào lộn ở tốc độ dưới 200 km/h. Su-30MKI trở thành máy bay chiến đấu đầu tiên tên thế giới được trang bị TVC. Theo tạo chí Jane's all the World's Aircraft, Ấn Độ có thể lựa chọn để nâng cấp động cơ thành loại AL-31FP, loại động cơ này sử dụng thao tác cung cấp nhiên liệu để tạo ra 3D TVC giả (2D TVC bất đối xứng), cho phép máy bay có khả năng cơ động tốt hơn nữa. Phi đội thứ 20 là Lightining của không quân Ấn Độ trở thành phi đội đầu tiên trên thế giới đưa máy bay chiến đấu TVC vào hoạt động ở mọi cấp độ.
- N011-M Bars là một trong những radar mảng pha (PESA) mạnh nhất của Nga trên bất kỳ máy bay tiêm kích xuất khẩu nào. Radar mảng pha bị động Irbis-E [15][16][17] đã xuất hiện vào năm 2010, có thể được dùng để nâng cấp Su-30MKI.
- Một hệ thống điện tử phức hợp được chế tạo từ nhiều quốc gia như Nga, Pháp, Israel và Ấn Độ; bao gồm hệ thống hiển thị, dẫn đường, ngắm bắn, và hệ thống tác chiến điện tử.
- Su-30MKI có tầm bay tối đa khi được tiếp nhiên liệu trên không lên đến 8000 km. Su-30MK và Su-30MK-1 có tầm tối đa khi tiếp nhiên liệu trên không là 5200 km (bé hơ 35% so với biến thế MKI).

Hơn 230 chiếc Su-30 MKI hiện đang phục vụ trong Không quân Ấn Độ (IAF) vào năm 2014 (phi đội Su-30MK đầu tiên đang được nâng cấp thành tiêu chuẩn MKI), và thuộc các đợt khác nhau Mk.1, Mk.2 và Mk.3. Không quân Ấn Độ dự kiến sẽ tiếp tục mua thêm vài chục máy bay loại này trước khi chuyển sang mua máy bay chiến đấu thế hệ 5 vào năm 2020.

## Thu mua

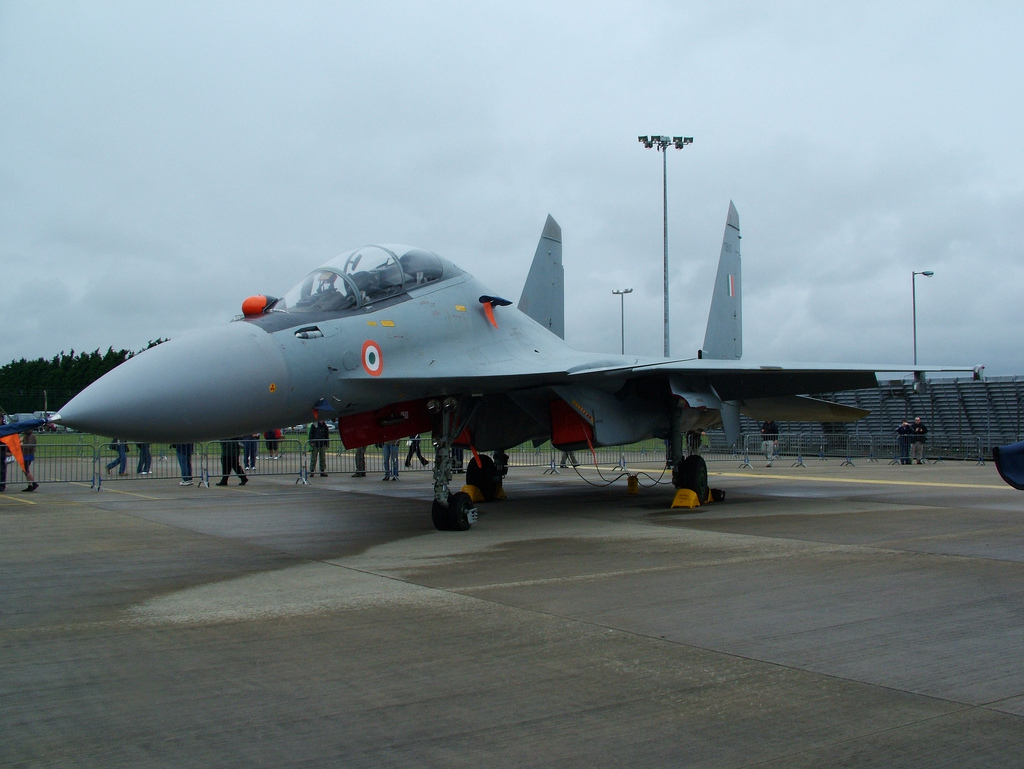
Su-30MKI trong một triển lãm hàng không.

Sau 2 năm đánh giá và đàm phán, vào năm 1996, Ấn Độ đã quyết định mua máy bay Su-30. Ấn Độ ký một thảo thuận trị giá tới 1,462 tỷ USD với hãng Sukhoi vào ngày 30 tháng 11-1996 để mua 40 chiếc Su-30. Số máy bay này sẽ được giao thành ba đợt. Đợt thứ nhất gồm 10 chiếc Su-30K hay Su-30MK, phiên bản cơ bản của Su-30. Đợt thứ hai gồm 8 chiếc Su-30MK với hệ thống điện tử hàng không của Pháp và Israel. Đợt thứ ba gồm 10 chiếc Su-30MK có trang bị cánh mũi. Đợt thứ tư và là đợt giao cuối cùng là 12 chiếc Su-30MKI trang bị động cơ phản lực cánh quạt đẩy AL-31FP. Cuối cùng, Ấn Độ đã nhận được giấy phép từ Nga để sản xuất thêm tới 140 chiếc Su-30MKI trong nước. Sau đợt giao máy bay đầu tiên, đợt giao thứ hai đã bị trì hoãn mà không rõ lý do. Vì vậy máy bay đã được chuyển thành tiêu chuẩn đầu đủ của Su-30MKI. IAF quyết định mua thêm 10 chiếc Su-30K nữa, số máy bay này ban đầu được dự định bán cho Indonesia. Đợt giao đầu tiên gồm 8 chiếc Su-30K và 10 chiếc Su-30K thêm vào đã được nâng cấp ở Ấn Độ bởi hãng HAL.
Năm 2000, một thỏa thuận đã được ký kết cho phép sản xuất theo giấy phép 140 chiếc Su-30MKI tại Ấn Độ. Thỏa thuận kết hợp giữa giấy phép sản xuất và việc chuyển giao toàn bộ công nghệ, và vì vậy được gọi là 'Deep License' (Giấy phép Chuyên sâu). Việc sản xuất MKI được chia thành 4 giai đoạn, gồm: Giai đoạn I, II, III và IV. Kế hoạch ban đầu được yêu cầu sản xuất các máy bay MKI hoàn thành vào năm 2018. Trong khi Giai đoạn I là vận chuyển các máy bay hoàn thiện đến Ấn Độ và lắp ráp lại, Giai đoạn II là sản xuất MKI từ các bộ lắp ráp SKD (Semi Knocked Down), trong khi Giai đoạn III là chế tạo MKI từ bộ phận lắp ráp CKD (Completely Knocked Down) cũng như Ấn ĐỘ sẽ làm toàn bộ. Giai đoạn IV là việc chế tạo MKI từ các nguyên liệu thô trong nước của Ấn Độ, với hệ thống sản xuất nội địa (đạt trên 90% trở lên).
Tuy nhiên, việc các phi đội IAF xuống cấp nhanh chóng đã khiến việc sản xuất máy bay Su-30MKI phải thay đổi quan điểm, và mốc thời gian hoàn thành đã giảm xuống 4 năm, đến năm 2014. Vì vậy để nhanh chóng đạt được con số sản xuất, phía Nga (Irkut) sẽ cung cấp một số lượng máy bay theo kiểu SKD và CKD lớn hơn tính toàn ban đầu.
Do vậy, số lượng máy bay lắp ráp ở Giai đoạn II và III sẽ tăng lên, và số lượng khung máy bay ở Giai đoạn IV sẽ giảm xuống. HAL tiếp tục đầu tư vào sản xuất MKI cho việc sản xuất ở Giai đoạn IV. Điều này bao gồm hệ thống điện tử của MKI tại HAL Korwa và Lucknow, động cơ của MKI tại Koraput, trong khi các phần khác của máy bay như khung, cánh mũi được sản xuất bởi HAL và các đối tác tư nhân. HAL Nasik ở bang Maharashtra chỉ đạo quản lý chương trình MKI và máy bay được hợp nhất bay thử nghiệm và chuyển giao cho không quân Ấn Độ tại thành phố.
Điều này cũng khiến nảy sinh một ý kiến từ Indian Auditor General rằng giá thành chế tạo một chiếc MKI tại Ấn Độ đắt hơn một chiếc MKI do Nga chế tạo.

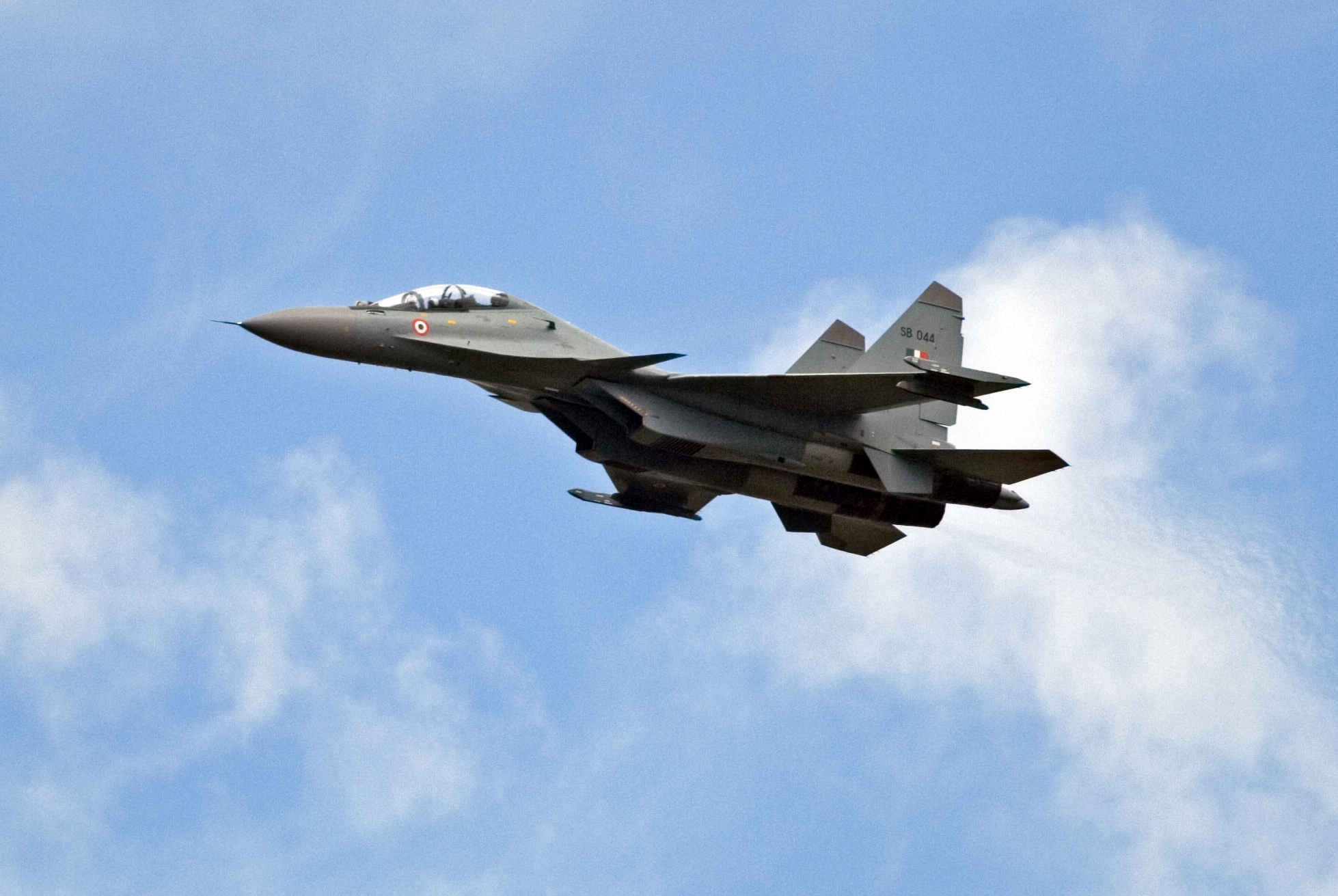
Su-30MKI bay biểu diễn.

Năm 2014, HAL có thể sẽ sản xuất đến trên 90% bộ phận MKI ở trong nước, nhưng một số thành phần sẽ tiếp tục phải nhập khẩu từ Nga.
Tuy nhiên, việc chế tạo chuyên sâu Su-30MKI của HAL được hy vọng cho phép Su-30MKI vẫn có khả năng hoạt động cao và số lượng dự trữ trong kho lớn để bảo dưỡng theo thời gian. Quyết định này được đưa ra dựa trên những bài học từ các chương trình trước. HAL cũng mua các công nghệ để phục vụ sản xuất các thiết bị từ các hãng sản xuất thiết bị khác như Sagem. Năm 2007, Sagem và HAL đã thỏa thuận để thiết lập một liên doanh tại Ấn Độ chế tạo Hệ thống dẫn đường quán tính laser Sigma 95N của Sagem và các dịch vụ cho các hệ thống điều khiển bay tự động. HAL cũng đã đặt mua 100 hệ thống Sigma 95N từ Sagem cho các máy bay Su-30MKI, LCA và các chương trình khác.
Các báo cáo gần đây cho thấy Belarus đã mua 18 chiếc Su-30K đã qua sử dụng từ Ấn Độ Dù là một biến thể của Su-30, nhưng Su-30MKI lại vượt trội về mọi mặt so với Su-30 và các biến thể khác của Su-30.
Ấn Độ đã ký một thỏa thuận vào tháng 2-2007 nhằm mua 40 chiếc Su-30MKI khác, nhằm trang bị cho các phi đội của mình. Những máy bay mới mua này sẽ có tiêu chuẩn Mk3. Với điều kiện vật chất đầy đủ của HAL và mong muốn của Không quân Ấn Độ có máy bay mới càng sớm càng tốt, công việc chế tạo lắp ráp 40 chiếc Su-30MKI cho Ấn Độ đã được xúc tiến thực hiện.
15 chiếc sẽ được cung cấp đầy đủ, trong khi 115 chiếc khác sẽ được chuyển giao dưới dạng các bộ phận để lắp ráp và sẽ được lắp ráp hoàn chỉnh và thử nghiệm ở Ấn Độ. 10 chiếc còn lại sẽ được cung cấp từng phần, HAL có thể sẽ lắp ráp chung, cũng nhưng sử dụng các bộ phận được chế tạo ở Ấn Độ.
Ấn Độ sẽ có tổng cộng 230 chiếc Su-30MKI vào cuối năm 2014.

## Tập trận
Không quân Ấn Độ đã thực hiện vài cuộc tập trận với không quân các quốc gia khác như Không quân Mỹ, Không quân Pháp, Không quân Singapore, Không quân Israel qua vài năm, và gần đây là cuộc tập trận với những chiếc Tornado và Eurofighter Typhoon của Không quân Hoàng gia Anh (RAF). Cuộc tập trận Indra Dhanush 2007 nhằm nâng cao khả năng chiến đấu của không quân hai bên. Một bên là những chiếc Eurofighter Typhoon của Anh, đây là những chiếc máy bay được giới thiệu có hình dáng khí động học tiên tiến, điều khiển và hệ thống điện tử trực quan. Bên kia là những chiếc Su-30MKI của Ấn Độ, một biến thể hiện đại trong dòng Flanker của Sukhoi, với hình dáng khí động học cho phép khả năng cơ động độc nhất vô nhị, và hơn nữa là khả năng chỉnh hướng phụt hoàn toàn. Các phi công của Anh đã thực sự bị ấn tượng bởi khả năng biểu diễn của các phi công và những chiếc Su-30MKI.
Tại cuộc tập trận Cope India 2004, các tiêm kích Su-30MKI của Không quân Ấn Độ (IAF) đã thực hiện các trận đánh tập kiểm tra chống các tiêm kích F-15C của Không quân Mỹ (USAF). Kết quả đáng kinh ngạc là 9:1 nghiêng về phía các phi công Ấn Độ (1 chiếc Su-30MKI có thể diệt 9 chiếc F-15). Một sĩ quan Không quân Mỹ cho biết: phi công Ấn Độ đã điều khiển chiếc Su-30MKI thực hiện thao tác cơ động "Rắn hổ mang Pugachev", giảm tốc độ xuống bằng 0 trong khoảng thời gian vài giây khiến radar trên khoang chiến đấu cơ Mỹ bị mất dấu đối thủ, và đó là khoảng thời gian đủ để Su-30 tiêu diệt F-15.
Phía Mỹ lý giải rằng luật chơi hạn chế khả năng thắng của họ. Phía Ấn Độ khi tập trận đã lấy 18 chiếc máy bay (gồm 6 chiếc Su-30 MKI và 12 chiếc MiG-21 Bison) để đấu với 6 chiếc F-15C của Mỹ và phía Ấn Độ cũng yêu cầu Mỹ không được dùng radar AESA. Mỹ cũng không được mô phỏng bắn tên lửa ngoài tầm nhìn (BVR) (do yêu cầu của Ấn Độ không sử dụng tên lửa tầm xa AMRAAM) và người Ấn đã gửi các phi công giàu kinh nghiệm nhất của mình để chiến đấu chống lại người Mỹ trong khi phía Mỹ chọn một phi đội tiêu chuẩn có sự kết hợp giữa các phi công có kinh nghiệm và chưa có kinh nghiệm. Phi công Mỹ cũng cho rằng một loại máy bay khác của đối thủ cũng rất ghê gớm với F-15C là MiG-21 Bison, một phiên bản nâng cấp của MiG-21 sản xuất tại Nga, do loại máy bay này có độ bộc lộ radar thấp, vận tốc cao và rất linh hoạt
Trong cuộc tập trận Cope India 2005, bản tin Inside Air Force của Không quân Mỹ sau đó đã nêu những số liệu gây kinh ngạc: các máy bay Su-30MKI, MiG-27, MiG-29 và thậm chí cả MiG-21 (bản cải tiến Bison) của không quân Ấn Độ đã thắng lợi với tỷ số cao trước các loại máy bay chủ lực của Không quân Mỹ là F-15C/D Eagle và F-16. Trong đó, Su-30MKI đã giành thắng lợi trong đa số các cuộc giao chiến với cả F-16 và F-15 của Không quân Mỹ. Washington ProFile đã gọi thành công của các máy bay Nga là "điều hoàn toàn bất ngờ" đối với các phi công Mỹ.
Theo chuyên gia Simha, sự yếu kém của các phi công Mỹ trong tập trận cũng là do các chiến thuật đã cũ kỹ của họ, vốn được sử dụng trong các cuộc không chiến từ thời Chiến tranh Lạnh. Trong cuộc tập trận này, một viên đại tá Mỹ đã nhấn mạnh một vài thiếu sót của Su-30 như các vấn đề hiệu suất kém trong không chiến 1 chọi 1 với F-15 khiến chỉ sau một vài ngày, Ấn Độ không muốn "1 vs 1" nữa. Tuy nhiên, viên đại tá Hoa Kỳ đã nhầm lẫn về một số tuyên bố của ông, bao gồm cả động cơ của Su-30MKI và radar của Mig-21 Bison, có lẽ viên đại tá này đã dựa vào những dữ liệu cũ trong thư viện
Trong cuộc diễn tập không quân Anh - Ấn Indra Dhanush 2006, có sự tham gia của Su-30MKI và máy bay tiêm kích đánh chặn Tornado F3. Cả hai bên đều thống nhất không công bố kết quả của các cuộc không chiến, nhưng theo nhận xét của phi công Hoàng gia Anh, được phía Ấn Độ cho phép bay thử trên Su-30MKI, loại máy bay này hơn hẳn máy bay của Anh về các tính năng kỹ chiến thuật.
Lần đầu tiên vào tháng 7-2008, không quân Ấn Độ đã gửi những chiếc Su-30MKI và máy bay tiếp dầu trêm không của mình tham gia vào cuộc tập trận mang tên cờ đỏ, các phi công của Không quân Mỹ cũng đã bị ấn tượng bởi khả năng của Su-30MKI, tư lệnh của cuộc tập trận đã nói rằng không quân Ấn Độ là một trong những lực lượng tinh nhuệ nhất đã tham gia vào cuộc tập trận cho đến lúc đó.
Sau cuộc tập trận không quân Red Flag 2008 tại Mỹ, tạp chí hàng không uy tín của Anh Flight đã tổ chức cho các độc giả website của mình bầu chọn loại máy bay tiêm kích tốt nhất thế giới từ một danh sách 3 ứng cử viên hàng đầu là Su-30MKI, F-15 và F-22 Raptor. Kết quả là Su-30MKI đã được bầu chọn là loại máy bay tiêm kích tốt nhất thế giới khi giành được 59% số phiếu bầu; so với 37% của F-22 và 4% của F-15.
Tháng 7/2015, trong đợt tập trận tại Anh, các tiêm kích Su-30MKI của Không quân Ấn Độ (IAF) đã thực hiện các trận đánh tập kiểm tra chống các tiêm kích Eurofighter Typhoon của Không quân Anh. Tỷ số là 12:0 nghiêng về phía các phi công Ấn Độ (12 chiếc Eurofighter Typhoon đã bị "bắn hạ" trong khi Su-30 MKI không có thiệt hại). Trong 1 tình huống không chiến, 1 chiếc Su-30MKI đã đối đầu với 2 chiếc Eurofighter Typhoon cùng một lúc, và nó đã bắn hạ cả hai chiếc.

## Thông tin kỹ thuật

### Động tác bay Rắn hổ mang
Với hình dáng khí động học tổng hợp, kết hợp với khả năng điều khiển chỉnh hướng phụt, đã mang đến khả năng cơ động chưa từng có và những đặc trưng về cất cánh và hạ cánh rất đáng chú ý. Trang bị với một hệ thống lái bằng dây số, Su-30MKI có thể thực hiện một số động tác bay có độ khó rất cao. Những động tác này gồm Rắn hổ mang Pugachev rất nổi tiếng và động tác bay Bell. Khi thực hiện thao diễn nhào lộn, máy bay quay 360 độ trong mặt phẳng dốc mà không hề mất độ cao. Trong động tác bay Quay tròn có kiểm soát, máy bay thực hiện vài vòng quay trong mặt phẳng ngang, với tốc độ gần bằng không, gần như đứng tại chỗ.

### Khung máy bay
Su-30MKI có khung được chế tạo từ titan và hợp kim nhôm. Vỏ động cơ được làm thon nhằm tạo một mặt cắt có dáng thuôn liên tục giữa vỏ động cơ và xà đuôi. Các cánh ổn định ở phần đuôi được gắn vào xà đuôi. Khu vực xà trung tâm giữa vỏ động cơ gồm các gian thiết bị, thùng nhiên liệu và nơi chứa phanh dù. Phần đầu thân có cấu trúc bán vỏ cứng và gồm buồn lái, khoang chứa radar và khoang thiết bị điện tử hàng không.

### Khí động học

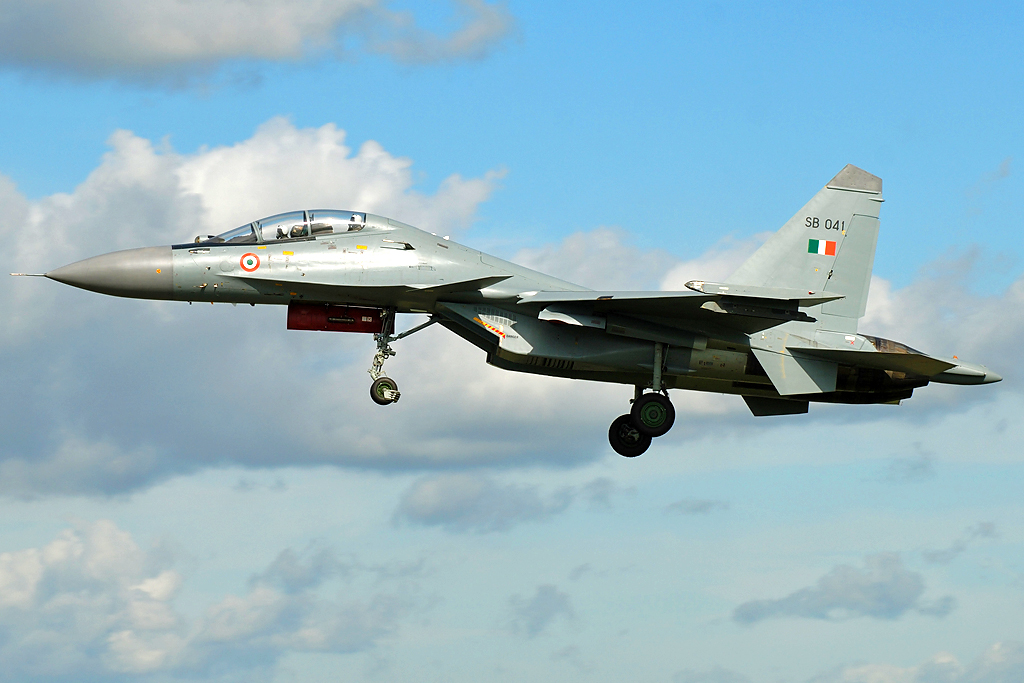
Sukhoi-30MKI cất cánh

Hình dáng khí động học của Su-30MKI là một cấu trúc ba lớp cánh theo chiều dọc dễ thay đổi. Cánh mũi tăng khả năng nâng máy bay và tự động thay đổi góc độ để đạt được góc tấn (AoA) hiệu quả. Hình dáng khí động học toàn bộ kết hợp với điều chỉnh hướng phụt của động cơ cho phép máy bay có được khả năng cơ động, cất cánh và hạ cánh cực kỳ cao. Khả năng cơ động cao cho phép máy bay triển khai nhanh vũ khí trong bất kỳ chỉ thị nào được đưa ra từ các phi công. Cánh mũi tạo sự trợ giúp đặc biệt trong kiểm soát máy bay ở góc tấn lớn và đưa máy bay về trạng thái bay ngang. Cánh có những thiết bị tạo lực nâng tốt như mép trước lệch, và cánh lái phối hợp đóng vai như các cánh tà và cánh phụ.

### Điều khiển bay
Máy bay có một hệ thống lái số (fly by wire - FBW) dư bốn. Phụ thuộc vào trạng thái chuyến bay, các tín hiệu từ máy phát ở vị trí tay điều khiển hay FCS sẽ tổng hợp để tới các máy khuếch đại điều khiển từ xa. Những tín hiệu này kết hợp với những tín hiệu phản hồi được tạo ra bởi các cảm biến gia tốc và những con quay hồi chuyển tốc độ. Những tín hiệu điều khiển tổng hợp sẽ được kết hợp để tới bộ dẫn động điện thủy lực tốc độ cao của bánh lái độ cao, bánh lái đuôi và cánh mũi. Những tính hiệu đầu ra sẽ được so sánh và, nếu sự khác biệt là đáng kể, kênh hỏng sẽ bị ngắt. FBW được dựa vào một cánh báo về tình trạng chòng chành và hàng rào những cơ chế sẽ ngăn cản sự gia tăng tình trạng chòng chành của máy bay qua tăng sức ép lên cần điều khiển. Điều này cho phép một phi công có thể kiểm soát máy bay hiệu quả mà không xảy ra việc chạm đến những trị số giới hạn của góc tấn và gia tốc. Dù góc tấn cực đại bị giới hạn bởi cánh mũi, FBW vẫn hoạt động như một cơ chế an toàn bổ sung.

#### Các thiết bị hiển thị trong buồng lái
Những màn hình gồm một phiên bản tùy biến cao của thiết bị hiển thị thông tin trước mặt (HUD) Elbit Su 967 gồm có các màn hình giao thoa laser động kết hợp pha song lập phương và 7 màn hình đa chức năng tỉnh thể lỏng, 6 chiếc kích thước 127 mm x 127 mm và 1 chiếc 152 mm x 152 mm. Người ta vẫn nhầm HUD của SU-30MKI là loại VEH 3000 của hãng Thales. Những biến thể của cùng HUD cũng được lựa chọn cho việc nâng cấp MiG-27 và SEPECAT Jaguar của Không quân Ấn Độ, trên nền những tiêu chuẩn đã được chuẩn hóa. Thông tin bay được hiển thị trên 4 màn hình LCD bao gồm 1 cho thông số lái và dẫn đường, một chiếc cho hiển thị trạng thái chiến thuật, và 2 chiếc cho hiển thị thông tin các hệ thống bao gồm các chế độ hoạt động và tình trạng vận hành toàn bộ. Buồng lái phía sau trang bị một màn hình đơn sắc cỡ lớn cho việc điều khiển tên lửa không đối đất.

#### Dẫn đường

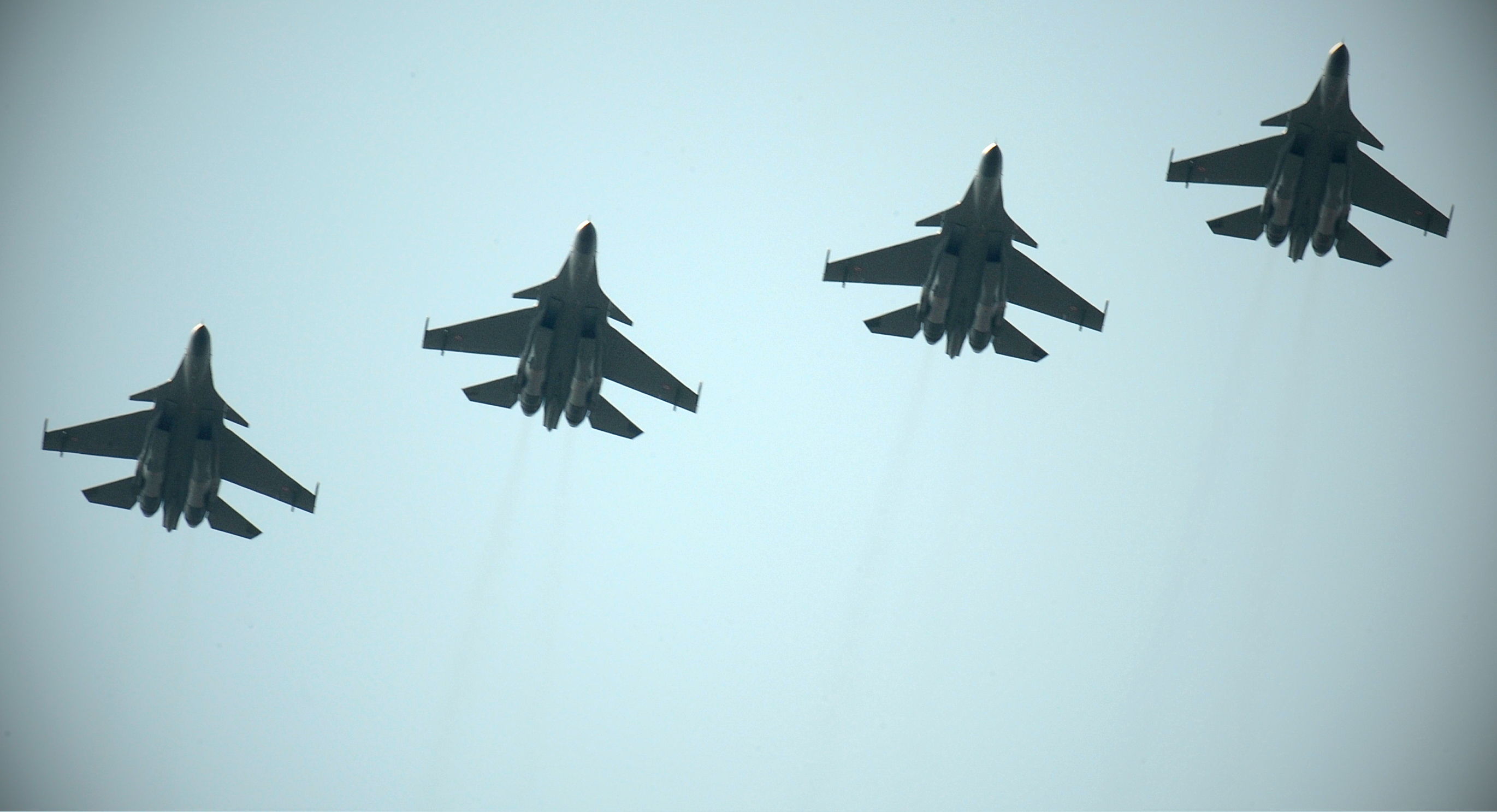
Sukhoi-30MKI bay theo đội hình

Máy bay được trang bị với một hệ thống dẫn đường vệ tinh (tương thích A-737 GPS), hệ thống này cho phép máy bay có thể bay trong mọi thời tiết, ngày và đêm. Hệ thống dẫn đường phức hợp gồm có hệ thống định vị toàn cầu tích hợp SAGEM chính xác cao và hệ thống dẫn đường quán tính con quay hồi chuyển laser vòng.

#### Liên lạc
Những thiết bị thông tin liên lạc gồm có các máy thu vô tuyến an toàn VHF và HF, một hệ thống viễn thông số an toàn, và bộ phận dây tiếp sóng ăng-ten. Nó được đặt trong một hệ thống trao đổi dữ liệu mục tiêu được chống nhiễu, hệ thống này cung cấp thông tin nhằm phối hợp hoạt động cho vài máy bay tiêm kích cùng lúc trong một nhóm máy bay chiến đấu. Một hệ thống điều khiển bay tự động sẽ tự động điều khiển mọi giai đoạn bay tự động, bao gồm cả việc triển khai vũ khí khi tham chiến.

#### Phi hành đoàn
Phi hành đoàn gồm hai phi công đáp ứng hiệu quả công việc cũng như chiến đấu trong tầm gần, tầm xa và quan sát vị trí trên không tốt hơn. Hơn nữa, máy bay có hệ thống điều khiển kép có thể được sử dụng để máy bay vừa có thể là máy bay huấn luyện vừa là máy bay chiến đấu. Đồng thời, thiết bị trên máy bay được tích hợp cho phép máy bay được sử dụng như một trạm chỉ huy trên không để điều khiển hoạt động của các máy bay khác. Phi công ngồi sau là Sĩ quan hệ thống vũ khí (WSO). Phi công điều khiển máy bay và điều khiển một số vũ khí không đối không và không đối đất, cũng như thao tác các biện pháp đối phó nguy hiểm. WSO chú ý đến những khía cạnh chi tiết trong dẫn đường, bản đồ mặt đất và chỉ thị mục tiêu, cung cấp thông số cho vũ khí không đối đất...

#### Ghế phóng
Các phi công được trang bị loại ghế phóng zero-zero KD-36DM. Ghế sau được nâng lên cao hơn để tạo tầm nhìn tốt hơn. Buồng lái được cung cấp một khoang nhỏ để chứa thức ăn và nước uống dự trữ, một hệ thống xử lý chất thải và các chai chứa oxi phụ. Ghế phóng KD-36DM nghiêng góc 30º, giúp phi công chống lại gia tốc của máy bay trong chiến đấu trên không.

### Radar
Radar phía trước là loại NIIP N011M Bars (Panther), đây là một loại radar mạnh tích hợp quét mảng pha điện tử bị động. N011M là một radar dải tần số kép đa chế độ kiểu số. Lưu trữ ngày 3 tháng 6 năm 2006 tại Wayback Machine

#### Tính năng

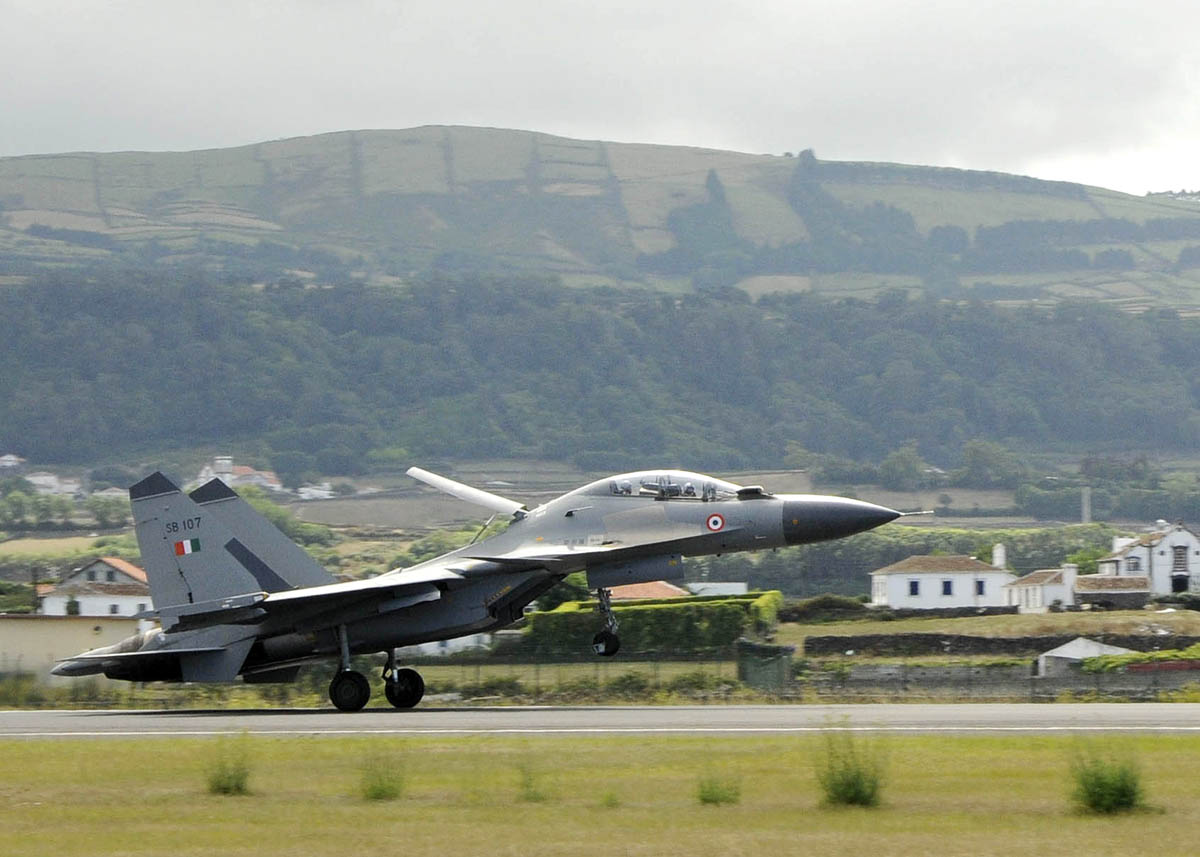
Sukhoi-30MKI trong cuộc tập trận mang tên Cờ Đỏ

- N011M có thể hoạt động đồng thời trong chế độ không đối không và không đối đất, đối hải. Nó trang bị với một hệ thống điều khiển vũ khí số hiện đại cũng như đặc tính chống nhiễu.
- N011M có tầm quét là 350 km và tầm theo dõi tối đa là 200 km, tầm quét phía sau là 60 km. Một chiếc MiG-21, có thể bị Su-30MKI phát hiện từ khoảng cách lên đến 135 km. Tầm quét cực đại cho một mục tiêu là F-16 lên đến 140–160 km.
- Radar có thể the dõi 15 mục tiêu trên không và tấn công đồng thời 4 mục tiêu. Những mục tiêu này có thể bao gồm thậm chí cả những tên lửa hành trình và các máy bay trực thăng đứng im.
- Su-30MKI có chức năng như một mini-AWACS, một chiếc có thể làm nhiệm vụ điều khiển chỉ huy hay sở chỉ huy trên không điều khiển các máy bay khác. Tọa độ của mục tiêu có thể được truyền tự động cho ít nhất là 4 máy bay khác.
- Radar có thể nhận diện những mục tiêu như xe tăng từ khoảng cách 40–50 km.
- N011M có thể phát hiện những mục tiêu lớn trên biển từ khoảng cách lên đến 400 km, và mục tiêu cỡ nhỏ ở khoảng cách 120 km.

Su-30MKI có thể tích hợp với tên lửa hành trình BrahMos, nó có thể mang tới ba loại tên lửa hành trình trong số những tên lửa hành trình cho vai trò tấn công mặt đất và chống tàu. Khả năng này, trở thành là một đặc tính duy nhất, thông thường được dành cho những máy bay ném bom chuyên dụng, hơn nữa tăng cường khả năng đa vài trò của nó và khiến Su-30MKI trở thành máy bay tiêm kích duy nhất trên thế giới hiện này có khả năng này.

#### Các nâng cấp tương lai
- Những kế hoạch nâng cấp trong tương lai bao gồm những khớp cacđăng mới cho ăng-ten để tăng góc quét lên khoảng 90-100 độ ở cả hai bên. Phần mềm mới cho chế độ tăng nhạy Doppler và khả năng để tấn công 8 mục tiêu cùng một lúc.
- Năm 2010, khi chiếc Su-30MKI đầu tiên được chế tạo hoàn toàn bởi HAL, nó có thể được trang bị với một radar mảng pha mới có tên gọi là Irbis (Báo tuyết), loại radar này sẽ thay thế radar N011M Bars. Những báo cáo này chưa được xác nhận bởi không quân Ấn Độ hay các nguồn chính thức của Ấn Độ. Irbis thường bị hiểu nhầm là một radar mảng pha chủ động, điều này là sai lầm. Theo NIIP trong Vzlet, 2006 (một tập san được biên tập bởi nhà báo hàng không nổi tiếng A. Fomin) đã công bố chi tiết Irbis như một radar quét mảng pha điện tử bị động công suất cao, được chế tạo sử dụng những kinh nghiệm từ dự án Bars. Tuy nhiên, nó sẽ là một ăngten nhẹ hơn do xuất phát từ radar NIIP Osa (Wasp), cơ cấu phụ mới làm quay ăngten trong cả hai trục, với trường quét lớn hơn (tăng thêm tổng cộng là 100 độ), và một kiến trúc hoàn toàn mới với các ống sóng truyền lan kép, giúp máy bay phát hiện mục tiêu có diện tích phản xạ (RCS) là 3m² từ xa 400 km. Sử dụng các máy tính tốc độ cao giúp Irbis có khả năng để theo dõi 30 mục tiêu và tấn công 8 mục tiêu cùng lúc. Nó cũng sẽ có KS-172, tên lửa đối không tầm siêu xa (300 km) chuyên dùng để tiêu diệt máy bay cảnh báo sớm.

#### Các chế độ của radar

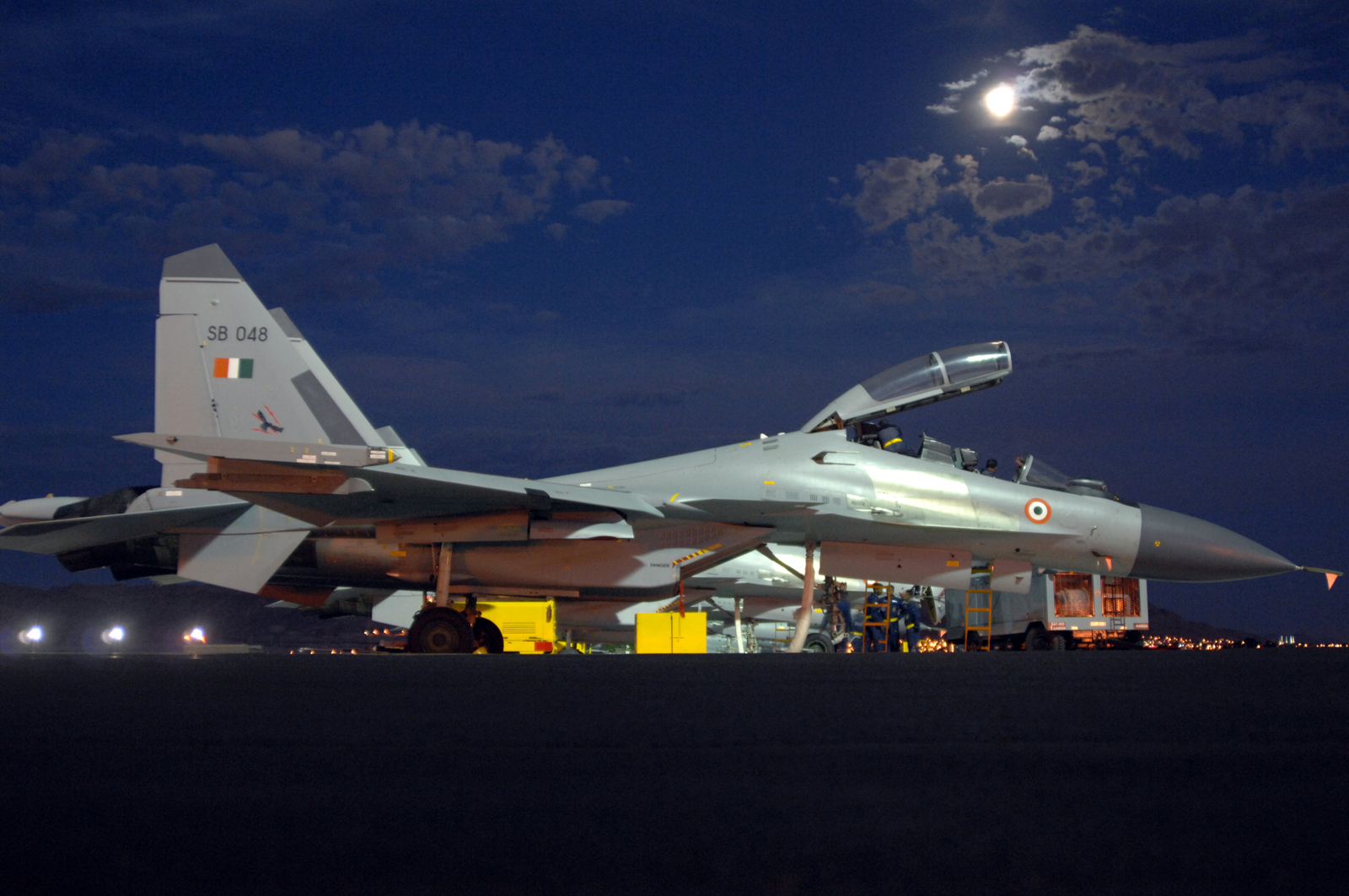
Red Flag 08-4

- Không đối không: tìm kiếm vận tốc, phạm vi trong khi tìm kiếm, theo dõi trong khi quét, chỉ danh mục tiêu, chế độ chiến đấu tầm gần.
- Không đối đất: vẽ bản đồ, bản đồ DBS, bản đồ SAR, chọn mục tiêu chuyển động dưới đất, theo gọi và đo tọa độ của mục tiêu dưới đất.
- Chống tàu: tìm kiếm mục tiêu trên biển, chọn mục tiêu chuyển động trên biển, theo dõi và đo tọa độ của mục tiêu trên mặt biển, chỉ danh mục tiêu.

### Hệ thống điện tử hàng không

#### Hệ thống dò tìm quang học-laser
- Hệ thống dò tìm quang học-laser OLS-30 gồm khả năng FLIR ngày và đêm, được sử dụng phối với hệ thống ngắm bắn trên mũ phi công. OLS-27 (Izdeliye 36Sh) là một thiết bị kết hợp IRST/LR.
- Phạm vi dò tìm lên lới 90 km, trong khi tầm hiệu quả của laser là 3,5 km. Các mục tiêu được hiển thị trên cùng màn hình LCD với radar.

#### Thiết bị ngắm bắn mục tiêu LITENING
Thiết bị ngắm bắn mục tiêu LITENING của Israel được sử dụng để ngắm mục tiêu dẫn đường cho các vũ khí chính xác bằng laser. LITENING kết hợp trong một vỏ bao bọc có tất cả các tính năng mà một máy bay tiêm kích tấn công hiện đại cần đến. LITENING ban đầu gồm một FLIR tầm xa, một camera TV, một đèn flash.

### Đối phó điện tử
Sukhoi Su-30MKI có các hệ thống đối phó điện tử. Hệ thống RWR là một hệ thống được phát triển trong nước bởi DRDO, gọi là Tarang, (Wave trong tiếng Phạn). Nó có khả năng tìm kiếm theo hướng. RWR bắt nguồn từ việc đã làm trước đó trên một hệ thống cho MiG-23BN của Ấn Độ có tên gọi là Tranquil, hệ thống này hiện đã bị thay thế bởi hệ thống Tarang tiên tiến hơn. Elta EL/M-8222 là máy gây nhiễu tự vệ được phát triển bởi công ty Israel Aircraft Industries, hệ thống này được sử dụng trên những chiếc F-15 của Israel. Thiết bị tự vệ ELTA El/M-8222 là một máy gây nhiễu, hệ thống làm lạch bằng khi với một máy thu ESM tích hợp trong một vỏ bọc. Vỏ bọc chứa một anten, anten này sẽ thu được tín hiệu RF từ kẻ địch và sau đó xử lý và cung cấp các câu trả lời thích hợp.

### Động cơ

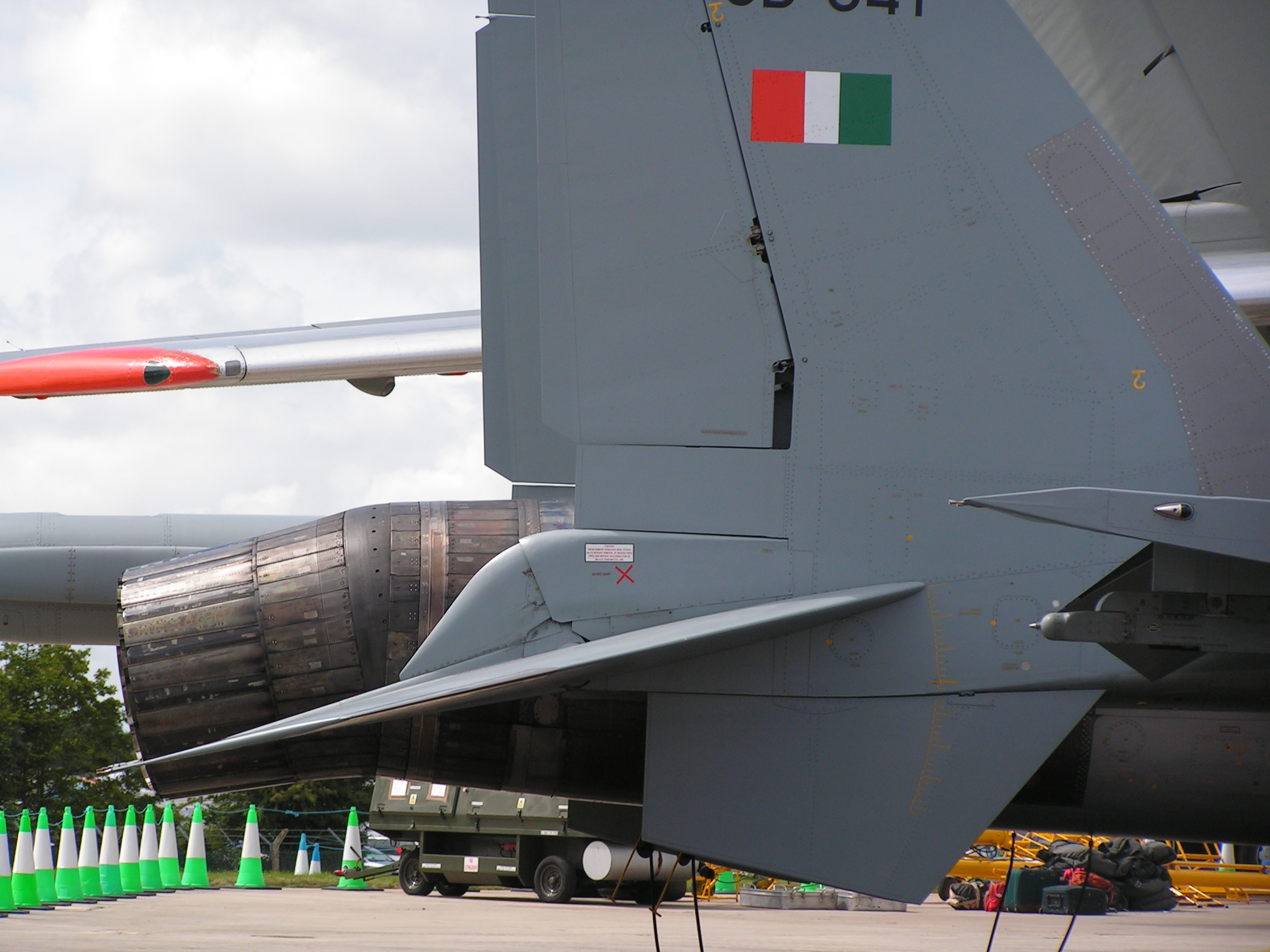
Phần đuôi của Su-30MKI

Su-30MKI được trang bị 2 động cơ phản lực cánh quạt đẩy Al-31FP. Mỗi động cơ Al-31FP có tốc độ 12,500 kgf (27,550 lbf) khi đốt nhiên liệu lần hai toàn bộ:
- Al-31FP được chế tạo dựa trên động cơ Al-37FU với khả năng điều chỉnh hướng phụt trong 2 mặt. Miệng xả TVC của MKI được đặt 32 độ hướng ra ngoài so với trục dọc động cơ và có thể làm lệch ±15 độ trong mặt phẳng đứng. Điều này tạo ra hiệu ứng vặn đinh ốc và vì vậy, nâng cao khả năng xoay của máy bay.
- 2 động cơ đẩy vecto đường vòng AL-31FP đảm bảo tốc độ bay ngang đạt 2 Mach (1350 km/h) và tốc độ lên cao là 230 m/s. Thời gian trung bình để đại tu AL-31FP là 1000 giờ, tuổi thọ của động cơ là 3000 giờ. Miệng xả khí titan có thời gian trung bình để đại tu là 500 giờ.

### Tầm bay và hệ thống nhiên liệu
- Su-30MKI có tầm bay đạt 5.000 km với các thùng nhiên liệu bên trong, lượng nhiên liệu này bảo đảm cho nhiệm vụ chiến đấu liên tục trong 4,5 giờ.
- Ngoài ra, Su-30MKi cũng có thể tiếp nhiên liệu trên không qua một cần tiếp nhiên liệu ở mũi trong khi hoạt động bình thường. Hệ thống tiếp nhiên liệu trên không tăng thời gian bay lên tới 10 giờ với tầm bay đạt 8.000 km.
- IAF cũng hợp tác với Defence Food Research Laboratories (DFRL) nhằm nghiên cứu tạo ra các loại thực phẩm cung cấp cho phi công trong khi thực hiện các nhiệm vụ tầm xa.
- Su-30MKI cũng sử dụng Cobham 754.[25]

### Hệ thống y tế và sử dụng hệ thống giám sát - HUMS

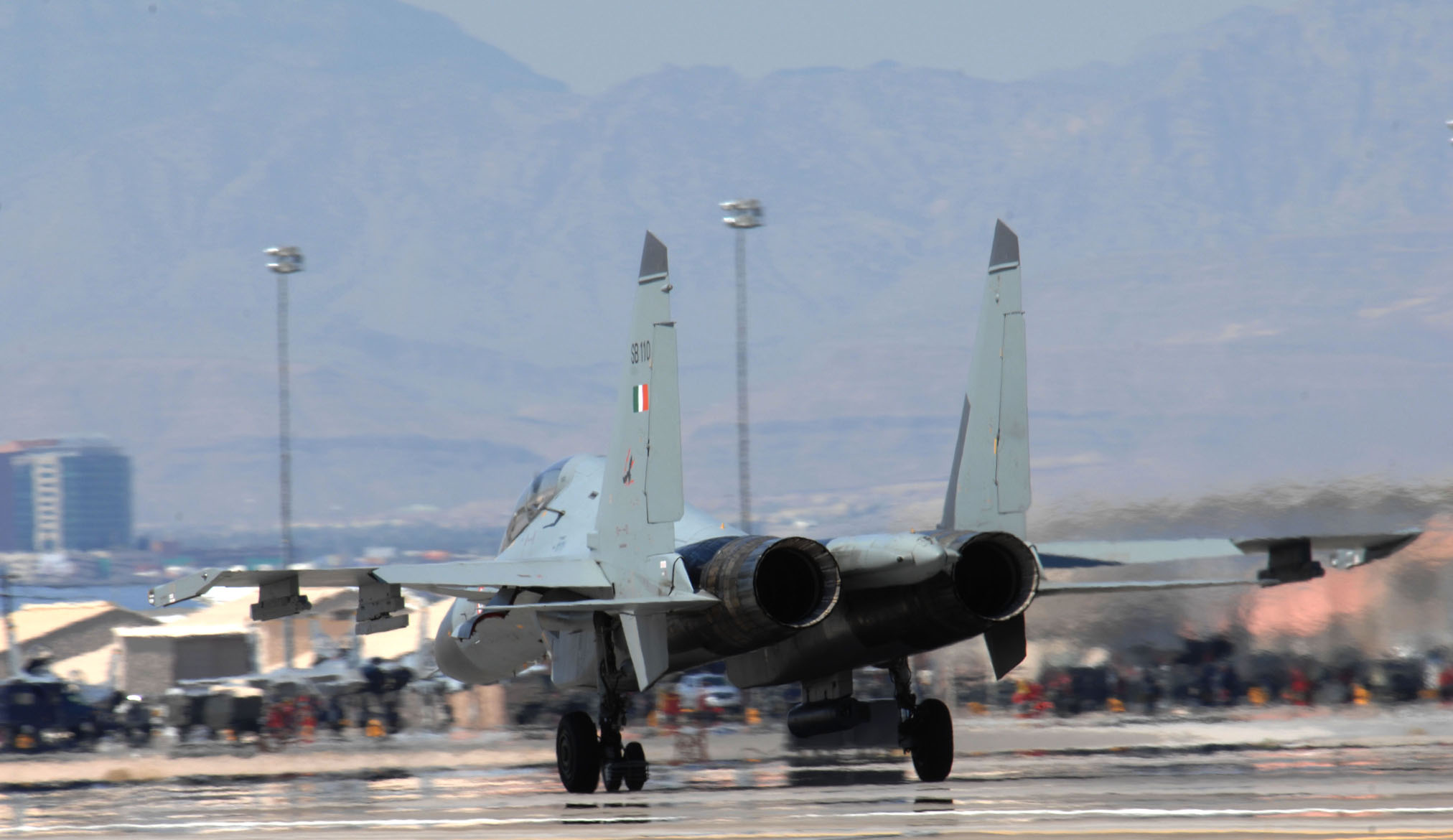
Phần phía sau

- Để đạt được khả năng duy trì hoạt động, IAF đã kết hợp với Công ty Aerospace
- Việc bảo trì định kỳ được xử lý trong và ngoài dựa vào dữ liệu các hệ thống phụ của máy bay, điều này đem lại kết quả chính xác, xác định được chỉ số y tế và tình trạng của nhiều hệ thống trên máy bay.
- HUMS trên Su-30MKI luôn giám sát mọi hệ thống của máy bay và các hệ thống phụ bao gồm các hệ thống phụ của hệ thống điện tử hàng không. Nó có thể hoạt động như một hệ thống ghi dữ liệu.
- Viện phát triển phần mềm của Không quân Ấn Độ cũng đã phát triển một hệ thống HUMS của riêng mình cũng như Hệ thống lập kế hoạch nhiệm vụ, hệ thống này có thể sánh được với các hệ thống khác trên thế giới. Các biến thể của các hệ thống này cugx được sử dụng trên các máy bay MKI do Ấn Độ sản xuất.
- Hệ thống điện tử hàng không của Su-30MKI có đặc tính là các thành phần mô đun cũng như sự tin cậy lớn vào BITE hay Built In Tests, cũng như để giúp nhân viên bảo trì nhanh chóng xác định được vị trí và thay thế các phần bị hỏng trong hệ thống điện tử hàng không.

### Vũ khí và tải trọng
Vũ khí của Su-30MKI được đặt ở 14 giá treo (điểm treo vũ khí sát với đầu cánh có thể mang 2 vũ khí). Trọng tải theo thông số kỹ thuật tối đa đạt 8000 kg (17,600 lb). Trong thân máy bay có đặt một khẩu pháo GSh-301 cỡ 30 mm, gồm 150 viên đạn. Su-30MKI có thể mang tới trên 70 phiên bản vũ khí có dẫn đường và không dẫn đường khác nhau, điều này cho phép máy bay bay trong nhiều chế độ nhiệm vụ chiến thuật khác nhau.

## Quốc gia sử dụng
Ấn Độ
- Không quân Ấn Độ

## Thông số kỹ thuật

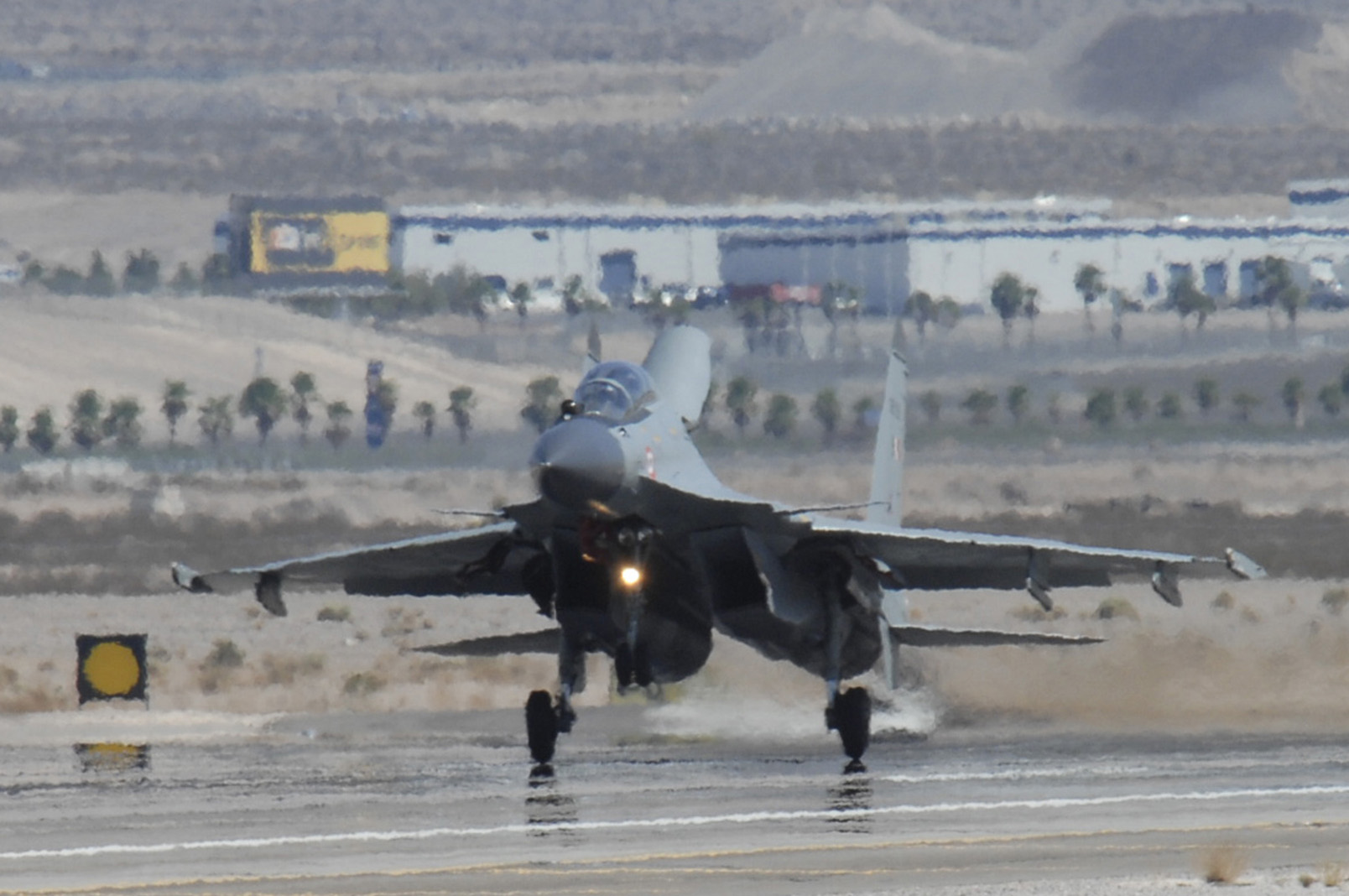

### Đặc điểm riêng
- Phi đoàn: 2
- Chiều dài: 22.10 m (72 ft 51 in)
- Sải cánh: 14.70 m (48 ft 23 in)
- Chiều cao: 6.38 m (22 ft 89 in)
- Diện tích cánh: 62.04 m² (667.8 ft²)
- Trọng lượng rỗng: 17,700 kg (39,300 lb)
- Trọng lượng cất cánh: 34,500 kg (76,100 lb)
- Trọng lượng cất cánh tối đa: 38,800 kg (85,600 lb)
- Động cơ: 2× Lyulka AL-31FP, 131 kN (29,400 lbf) mỗi chiếc

### Hiệu suất bay
- Vận tốc cực đại: Mach 2.35 (2,500 km/h)
- Tầm bay: 8000 km (5,330 dặm) (được tiếp nhiên liệu)
- Trần bay: 20,000 m (59,000 ft)
- Vận tốc lên cao: >304 m/s (70,000 ft/min)
- Lực nâng của cánh: 556 kg/m² (113 lb/ft²)
- Lực đẩy/trọng lượng: 0.77 (khi mang tải)

### Vũ khí
Tải trọng vũ khí tối đa là 10,4 tấn vũ khí, còn Tải trọng chiến đấu là 8 tấn vũ khí ("tải trọng chiến đấu" là lượng vũ khí tối đa mà máy bay có thể mang theo mà vẫn có thể tác chiến hiệu quả, còn "tải trọng vũ khí tối đa" là lượng vũ khí lớn nhất mà máy bay có thể mang theo khi cất cánh (nhưng không thể tác chiến hiệu quả do tầm bay bị rút xuống quá ngắn), vì vậy cùng 1 máy bay thì tải trọng tối đa luôn lớn hơn khá nhiều so với tải trọng tác chiến).
Pháo
- 1 khẩu GSh-30-1 30 mm, 150 viên đạn

Tên lửa không đối không:
- 6 × R-27R/AA-10A/Astra[26], tên lửa tầm trung dẫn đường bằng radar bán tự động, tầm bay 80 km.
- 6 × R-27T (AA-10B), tên lửa tầm trung đầu dò hồng ngoại

, 70 km
- 2 × R-27P (AA-10C), tên lửa tầm xa, đầu dò radar bị động
- 10 × R-77 (AA-12), tên lửa tầm trung đầu dò radar chủ động, 100 km
- 6 × R-73 (AA-11) AAM tầm ngắn, 30 km

Tên lửa không đối đất:
- 2 × Kh-59ME, tên lửa dẫn đường vô tuyến, 200 km
- 2 × Kh-59MK, tên lửa dẫn đường laser, 285 km
- 4 × Kh-35, tên lửa chống tàu, 130–260 km (tùy phiên bản)
- 3 × PJ-10 Bramhos, tên lửa hành trình siêu âm, 300 km
- 6 × Kh-31P/A, tên lửa chống radar, 70–200 km (tùy phiên bản)
- 6 × Kh-29T/L, tên lửa dẫn đường laser, 30 km
- 4 × S-8 rocket (80 quả tên lửa không dẫn đường)
- 4 × S-13 rocket (20 quả tên lửa không dẫn đường)

Bom:
- 6 × KAB-500L, bom dẫn đường bằng laser
- 3 × KAB-1500L, bom dẫn đường bằng laser
- 8 × FAB-500T
- 28 × OFAB-250-270
- 32 × OFAB-100-120
- 8 × RBK-500, bom chùm

### Máy bay có cùng sự phát triển
- Sukhoi Su-27
- Sukhoi Su-30
- Sukhoi Su-30MKK
- Sukhoi Su-35

### Máy bay có tính năng tương đương
- Eurofighter Typhoon
- F-15E Strike Eagle